# Université Inter-Âges du Dauphiné
L'Université Inter-Âges du Dauphiné (UIAD) est une association qui « a pour objet de favoriser par tous les moyens l’épanouissement intellectuel et culturel de toutes catégories de personnes, sans condition d’âge ni de diplôme, dans l’expression de son rôle social
affirmé. »

## Locaux
2 square de Belmont - 38000 Grenoble

## Historique
Depuis 1977, l'UIAD poursuit l’aventure du savoir vivre son âge. Cette université est née de l’idée novatrice et fondatrice du philosophe Michel Philibert et du médecin Robert Hugonot selon laquelle le troisième âge n’est pas un état à subir mais la poursuite d’une aventure humaine qu’il convient de faire vivre dans sa plénitude. L'ingénieur Louis Moreau assiste en octobre 1976 à la présentation en conférence du "Manifeste pour un centre universitaire inter-âges à Grenoble" du professeur Philibert à l'occasion de la séance inaugurale du centre universitaire inter-âge de Grenoble. Il réunit immédiatement une trentaine de participants intéressés, et organise une réunion qui lancera une association, la future UIAD. Les statuts seront déposés le 28 mars 1977.

## Fonctionnement et orientation
Elle est dirigée et animée bénévolement par des retraités élus par les adhérents et ne dépendant d'aucun groupe confessionnel ou politique; elle est un exemple d'auto-gestion.
Les universités inspirent, aident et soutiennent, mais laissent l'initiative aux intéressés : les orientations, les programmes d'activité, la gestion, sont entièrement sous la responsabilité des bénévoles élus qui recherchent avec l'Université un mode de coopération à part entière.
L'UIAD n'est pas orientée dans un sens scolaire ou universitaire, elle ne dispense pas de diplôme. Elle organise les activités souhaitées par ses membres dans un esprit de partage et de création de lien social. 
Elle est actuellement ouverte à tous.
Prix Littéraire : Chaque année depuis 2015 l'UIAD organise un prix littéraire. Ce prix est décerné par un groupe d'adhérents en récompensant une oeuvre parmi une liste proposée. 
Forum Philosophique : 2ème édition en 2025, des conférences, tables rondes en présence de conférenciers philosophes. 

## Enseignements
Plus de 500 cours et activités chaque année :
- Langues
- Langues rares
- Arts et civilisation
- Arts plastiques
- Musique
- Sciences
- Informatique
- Philosophie des sciences
- Lettres
- Philosophie
- Sciences Sociales

## Adhérents
5800 adhérents chaque année. De plus en plus "Inter-Âges", le plus jeune adhérent a 20 ans, bon nombre de personnes sont en activité et un peu plus âgés. Le pourcentage le plus important pour les cours en journée ce sont des personnes de plus de 60 ans. 

## Enseignants
Près de 200 enseignants salariés et bénévoles assurent les 17 000 heures de cours chaque année. Une centaine de bénévoles et du personnel administratif participent au fonctionnement journalier.

## Divers
Louis Moreau, comme Michel Philibert ont été en 1944 parmi les pionniers de "Peuple et Culture", respectivement comme président du "centre d'éducation ouvrière", à Annecy, et comme secrétaire général du "centre inter-faculté" à Grenoble.